# Богомолець Михайло Михайлович
Богомолець Михайло Михайлович — акцизний чиновник, дійсний статський радник, був одружений із Юлією Ісаківною Мироненко. Брат революціонера-народника Богомольця Олександра Михайловича.
Діти:
- Богомолець Вадим Михайлович — генерал-хорунжий Української Держави, військово-морський юрист.
- Богомолець-Лазурська Наталя Михайлівна — актриса, історик українського театру.